# Саломея Польська
Саломея O.S.C.I. (1211 або 1212, Краків — 17 листопада 1268, Скала) — князівна з династій П'ястів, дочка князя Лешека Білого  і Гремислави — дочки луцького князя Інгвара Ярославича. За Спішським договором 1214 року, видана за угорсько-руського принца Коломана, сина короля Андрія II, який був Галицьким королем у 1215—1221 роках. Блаженна католицької церкви.

## Ім'я
Очевидно названа на честь своєї прабабусі Соломії з Берґу.

## Біографія
У трирічному віці згідно Спішського договору була обручена з угорським принцом Коломаном, якого невдовзі посадили на галицький трон та коронували. Політичні суперечності між Андрієм II та Лешком на якись час відклали питання запланованого весілля, проте дійшовши згоди у 1218 році Саломею відправили в Угорщину. А, ймовірно, в листопаді 1219 року, після успішної кампанії проти Мстислава Удатного та Данила Галицького Саломея разом з одинадцятирічним Коломаном вирушила до Галича.
Через два роки, весною 1221 року Мстислав Мстиславич Удатний вчергове пішов походом на Галицьку землю, захопив Галич, та взяв Коломана разом з Саломеєю в полон. Невдовзі, у листопаді 1221 року Андрію II вдалось дійти компромісу з Мстиславом за яким він відмовився від претензій Коломана на Галич в обмін на свободу свого сина та невістки. 1225 року Андрій поставив Коломана королем Славонії, Далмації та Хорватії.
У 1241 році в битві на річці Шайо з монголами Коломан отримав тяжкі рани та невдовзі помер. Після смерті чоловіка Саломея вернулась в Польщу до двору свого брата Болеслава V Соромязливого. А в 1245 році стала монахинею та вступил в орден Кларисок в місті Сандомир.

## Вшанування Пам'яті
У 1889 році у місті Львів існувало Товариство Блаженної Саломеї, метою якого були справи милосердя, турботи та допомоги вдовам.

## Беатифікація
Беатикована Папою Римським Климентієм X 17 травня 1673 року. День Пам'яті — 19 листопада.